# Лапотинце
Лапотинце је насеље у Србији у општини Бојник у Јабланичком округу. Према попису из 2022. било је 471 становника (према попису из 2002. било је 647 становника).

## Етимологија
Село је добило име по томе што је земљиште на коме је засељено веома ниско и водоплавно и зато често житко као блато - лап.

## Положај
Лапотинце је подигнуто на алувијалној равни Пусте реке, на источном ободу пусторечке области. Средишњи део села се налази на обалама реке, чије је старо корито тако плитко и његове стране нестабилне, да је редовно долазило до поплава овог дела насеља и мењања речног корита. Источни део ове средишње махале је нешто издигнут и лежи на благој западној падини брегова који чине источни обод ове области. Село је подељено на неколико махала: Центар, Граовце, Врањанце, Рупце и Гоч махалу. Међу овим махалама одликује се нарочито махала Врањанце својом удаљеношћу од Центра и других махала, па се добија утисак да је самостално сеоско насеље. Село је збијеног типа.

## Историја
У целој Пустој Реци на територији села Лапотинца, на локалитету Селиште пронађено је најстарије праисторијско насеље: керамика старчевачког типа. На локалитету Вртаче – Марјаново језеро Фрања Фелдхамер је пронашао кремена оруђа, фрагменте керамике и камених секира који припадају винчанско – плочничкој фази, што је доказ да се на овом месту живот одвијао непрекидно. На овом месту пронађена је и урна од печене земље која припада бронзаном добу, са костима у њој. Урна се чува у Народном музеју у Лесковцу под бр. 573.
На локалитету Бунариште код Глише Игњатовића постоје трагови људског насеља новијег датума. На овом локалитету је била црква, у чијој порти је постојао запуштен бунар. Отуда и назив локалитету Бунариште. Сада су то њиве.
За време Турака српско село Лапотинце се под притиском Арбанаса раселило. Године 1858. Хан је забележио да је имало 15 албанских кућа, а једну српску кућу која је дочекала ослобођење није поменуо.

## Демографија
У насељу Лапотинце живи 510 пунолетних становника, а просечна старост становништва износи 41,6 година (40,0 код мушкараца и 43,2 код жена). У насељу има 204 домаћинства, а просечан број чланова по домаћинству је 3,17.
Ово насеље је углавном насељено Србима (према попису из 2002. године), а у последња три пописа, примећен је пад у броју становника.
|  |

| Демографија | Демографија | Демографија |
| Година      | Становника  | Становника  |
| ----------- | ----------- | ----------- |
| 1948.       | 1.182       |             |
| 1953.       | 1.154       |             |
| 1961.       | 946         |             |
| 1971.       | 845         |             |
| 1981.       | 732         |             |
| 1991.       | 690         | 687         |
| 2002.       | 647         | 647         |
| 2011.       | 529         |             |

| Етнички састав према попису из 2002.‍ | Етнички састав према попису из 2002.‍ | Етнички састав према попису из 2002.‍ | Етнички састав према попису из 2002.‍ | Етнички састав према попису из 2002.‍ |
| ------------------------------------ | ------------------------------------ | ------------------------------------ | ------------------------------------ | ------------------------------------ |
|                                      |                                      |                                      |                                      |                                      |
| Срби                                 | Срби                                 |                                      | 548                                  | 84,69%                               |
| Роми                                 | Роми                                 |                                      | 94                                   | 14,52%                               |
| Македонци                            | Македонци                            |                                      | 1                                    | 0,15%                                |
| непознато                            | непознато                            |                                      | 4                                    | 0,61%                                |

| Година пописа     | 1948. | 1953. | 1961. | 1971. | 1981. | 1991. | 2002. |
| ----------------- | ----- | ----- | ----- | ----- | ----- | ----- | ----- |
| Број домаћинстава | 218   | 227   | 227   | 230   | 228   | 208   | 204   |

| Број чланова      | 1  | 2  | 3  | 4  | 5  | 6  | 7 | 8 | 9 | 10 и више | Просек |
| ----------------- | -- | -- | -- | -- | -- | -- | - | - | - | --------- | ------ |
| Број домаћинстава | 33 | 62 | 25 | 35 | 23 | 22 | 4 | 0 | 0 | 0         | 3,17   |

| Пол    | Укупно | Неожењен/Неудата | Ожењен/Удата | Удовац/Удовица | Разведен/Разведена | Непознато |
| ------ | ------ | ---------------- | ------------ | -------------- | ------------------ | --------- |
| Мушки  | 256    | 45               | 188          | 17             | 3                  | 3         |
| Женски | 272    | 25               | 190          | 52             | 3                  | 2         |
| УКУПНО | 528    | 70               | 378          | 69             | 6                  | 5         |

| Пол    | Укупно                    | Пољопривреда, лов и шумарство | Рибарство                            | Вађење руде и камена | Прерађивачка индустрија       |
| ------ | ------------------------- | ----------------------------- | ------------------------------------ | -------------------- | ----------------------------- |
| Мушки  | 188                       | 145                           | 0                                    | 0                    | 18                            |
| Женски | 167                       | 151                           | 0                                    | 0                    | 2                             |
| УКУПНО | 355                       | 296                           | 0                                    | 0                    | 20                            |
| Пол    | Производња и снабдевање   | Грађевинарство                | Трговина                             | Хотели и ресторани   | Саобраћај, складиштење и везе |
| Мушки  | 2                         | 2                             | 4                                    | 1                    | 3                             |
| Женски | 0                         | 0                             | 6                                    | 0                    | 0                             |
| УКУПНО | 2                         | 2                             | 10                                   | 1                    | 3                             |
| Пол    | Финансијско посредовање   | Некретнине                    | Државна управа и одбрана             | Образовање           | Здравствени и социјални рад   |
| Мушки  | 1                         | 0                             | 3                                    | 2                    | 2                             |
| Женски | 0                         | 0                             | 0                                    | 2                    | 4                             |
| УКУПНО | 1                         | 0                             | 3                                    | 4                    | 6                             |
| Пол    | Остале услужне активности | Приватна домаћинства          | Екстериторијалне организације и тела | Непознато            | Непознато                     |
| Мушки  | 4                         | 0                             | 0                                    | 1                    | 1                             |
| Женски | 2                         | 0                             | 0                                    | 0                    | 0                             |
| УКУПНО | 6                         | 0                             | 0                                    | 1                    | 1                             |